# Filmfestival

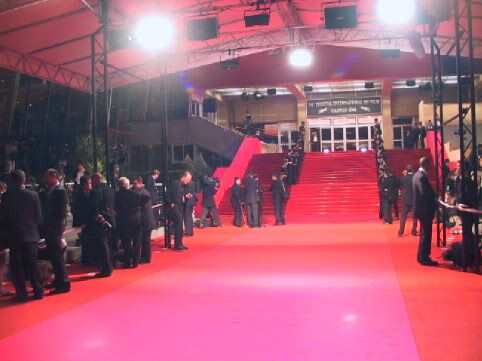
De bekende rode loper op het Filmfestival van Cannes

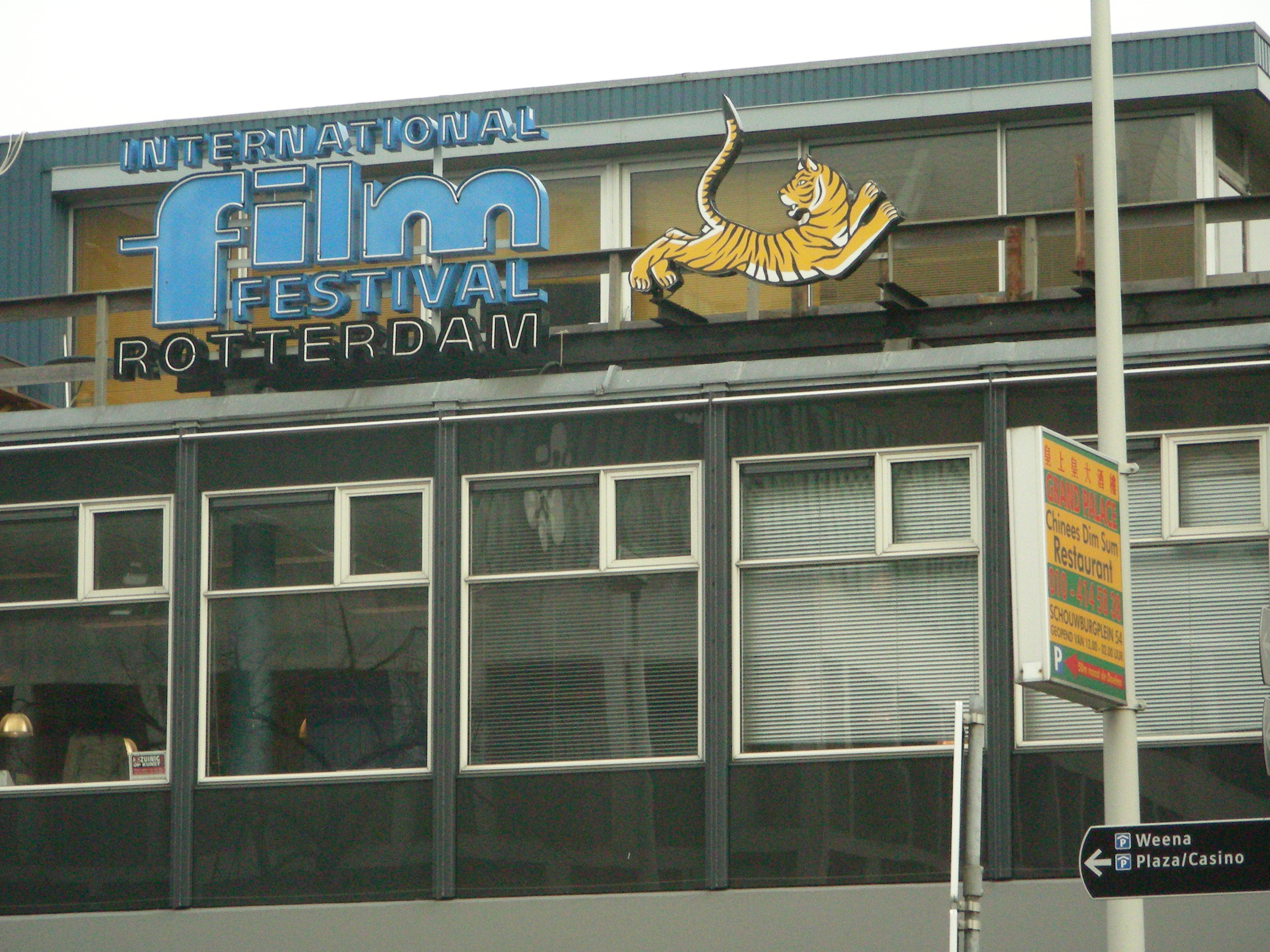
Aankondiging van het internationaal filmfestival Rotterdam

Een filmfestival is een feest dat wordt gehouden om films onder de aandacht te brengen van het publiek. Tijdens het festival worden in een of meer bioscopen vooraf geselecteerde films vertoond. Regelmatig gaan nieuwe films in première tijdens een filmfestival, en worden er bij een filmfestival prijzen uitgereikt. Op grote festivals zijn vaak ook veel bekende acteurs en regisseurs aanwezig.

## Geschiedenis
Het eerste grote filmfestival ter wereld was het filmfestival van Venetië uit 1932. Andere grote filmfestivals (zoals die van Berlijn, Edinburgh, Cannes, Moskou en Karlsbad) dateren terug naar de jaren 30, 40 en 50 van de 20e eeuw.
Het eerste Noord-Amerikaanse filmfestival was het Columbus International Film & Video Festival, ook bekend als de Chris Awards, gehouden in 1953. Dit festival werd korte tijd later opgevolgd door het internationaal filmfestival van San Francisco, gehouden in maart 1957. Deze festivals speelden een grote rol bij het introduceren van buitenlandse films aan een Amerikaans publiek.
Het oudste internationale filmfestival voor kinder- en jeugdfilms, het Zlín Filmfestival in Tsjechië, zag het levenslicht in 1961. 
Vandaag de dag zijn er duizenden filmfestivals rond de hele wereld. Deze verschillen allemaal sterk in omvang, bekendheid en opzet. Sommige festivals zijn internationaal en behandelen grote films uit alle landen, terwijl andere festivals uitsluitend bedoeld zijn voor de filmindustrie uit het land waar het festival wordt gehouden. Ook zijn er festivals voor films over een specifiek thema of van een bepaald genre. Een filmfestival wordt meestal om het jaar gehouden.

## Toegang
Bij veel filmfestivals moeten filmmakers een toegangsbedrag betalen om hun film te laten beoordelen voor een mogelijke vertoning op het festival. Dit is vooral bij de grotere festivals van toepassing. Toch zijn er ook festivals waarbij dit niet hoeft. Het international Film Festival Rotterdam rekent bijvoorbeeld geen toegangsbedrag voor filmmakers.

## Classificatie
Filmfestivals worden doorgaans ingedeeld naar een aantal categorieën:”
- "A" Festivals: hiertoe behoren onder andere de grote internationale festivals in Cannes, Gent, Venetië, Moskou, Shanghai en Tokio. Festivals krijgen deze status toegewezen van de FIAPF.
- Experimentele films: hiertoe behoort onder andere het filmfestival Ann Arbor. Deze festivals zijn voor beginnende filmmakers en onafhankelijke films.
- Independent films: filmfestivals gespecialiseerd in onafhankelijke films. Hiertoe behoren onder andere het Amerikaanse filmfestival van Telluride, Sundance Film Festival[1][2] en Tribeca Film Festival en het Britse Raindance Film Festival.
- Korte films: festivals waarvoor enkel films van beperkte duur in aanmerking komen. Hiertoe behoort onder andere het Festival van Almería (Spaans: Almería en Corto), bijvoorbeeld het internationaal Kortfilmfestival Leuven, Alpinale Kortfilmfestival.
- Significantie voor Latijns-Amerika: hiertoe behoren enkele van de grote filmfestivals in Latijns-Amerika zoals het festival de Gramado en het internationaal filmfestival van Guadalajara.
- Significantie voor Noord-Amerika: hiertoe behoren de meeste Noord-Amerikaanse filmfestivals zoals het internationaal filmfestival van Toronto en het internationaal filmfestival van Seattle.
- Significantie voor Azië: hiervan is het Kara Film Festival in Pakistan een bekend voorbeeld.
- Animatie: filmfestivals speciaal voor animatiefilms. Hiertoe behoren onder andere het Festival international du film d'animation d'Annecy, het Ottawa International Animation Festival, Hiroshima International Animation Festival en KROK International Animated Films Festival
- Internet significantie: sommige filmfestivals vinden op het internet plaats, zoals Haydenfilms Online Film Festival. Hierbij kunnen mensen online stemmen op hun favoriete films.
- Studentenfilms: filmfestivals speciaal voor films van nog studerende of net afgestudeerde filmmakers. Hiertoe behoren onder andere het Fresh Film Festival in Karlovy Vary en het Ivy Film Festival.